# Alice Robinson
Alice Robinson (Sydney, 1º dicembre 2001) è una sciatrice alpina neozelandese.

## Biografia
Attiva in gare FIS dal luglio del 2017, Alice Robinson ha esordito in Australia New Zealand Cup il 21 agosto dello stesso anno a Thredbo in slalom gigante, subito ottenendo il primo podio (3ª), mentre il 16 dicembre successivo ha conquistato il suo primo podio in Nor-Am Cup vincendo lo slalom gigante disputato a Panorama. Ha debuttato in Coppa del Mondo il 6 gennaio 2018 nello slalom gigante di Kranjska Gora, nel quale non è riuscita a portare a termine la prima manche; ai successivi XXIII Giochi olimpici invernali di Pyeongchang 2018, sua prima presenza olimpica, si è classificata 35ª nello slalom gigante e non ha completato lo slalom speciale.
Il 27 agosto 2018 ha colto la sua prima vittoria in Australia New Zealand Cup, a Coronet Peak in slalom gigante, e al termine di quella stessa stagione 2018-2019 si è aggiudicata il trofeo continentale oceaniano. Il 9 febbraio 2019 ha conquistato il suo primo podio in Coppa Europa, vincendo lo slalom gigante di Berchtesgaden, e ai successivi Mondiali di Åre 2019, suo esordio iridato, è stata 17ª nello slalom gigante. Pochi giorni più tardi, il 19 febbraio, si è aggiudicata la medaglia d'oro nello slalom gigante ai Mondiali juniores disputati sulle nevi della Val di Fassa e il 17 marzo successivo ha colto a Soldeu nella medesima specialità il suo primo podio in Coppa del Mondo (2ª). Il 26 ottobre 2019 ha conquistato a Sölden in slalom gigante la sua prima vittoria in Coppa del Mondo, precedendo la statunitense Mikaela Shiffrin e la francese Tessa Worley; ai Mondiali di Cortina d'Ampezzo 2021 si è classificata 4ª nello slalom gigante e ai XXIV Giochi olimpici invernali di Pechino 2022 si è piazzata 25ª nella discesa libera, 22ª nello slalom gigante e non ha completato il supergigante. Ai Mondiali di Courchevel/Méribel 2023 si è classificata 7ª nel supergigante, 15ª nello slalom gigante e non ha completato la combinata e a quelli di Saalbach-Hinterglemm 2025 ha vinto la medaglia d'argento nello slalom gigante e si è piazzata 11ª nel supergigante; nella stagione 2024-2025 si è classificata 2ª nella Coppa del Mondo di slalom gigante, superata dalla vincitrice Federica Brignone di 60 punti.

## Palmarès

### Mondiali
- 1 medaglia:
  - 1 argento (slalom gigante a Saalbach-Hinterglemm 2025)

### Mondiali juniores
- 1 medaglia:
  - 1 oro (slalom gigante a Val di Fassa 2019)

### Coppa del Mondo
- Miglior piazzamento in classifica generale: 7ª nel 2025
- 17 podi (in slalom gigante):
  - 4 vittorie
  - 9 secondi posti
  - 4 terzi posti

#### Coppa del Mondo - vittorie
| Data             | Località        | Paese    | Specialità |
| ---------------- | --------------- | -------- | ---------- |
| 26 ottobre 2019  | Sölden          | Austria  | GS         |
| 15 febbraio 2020 | Kranjska Gora   | Slovenia | GS         |
| 21 marzo 2021    | Lenzerheide     | Svizzera | GS         |
| 21 gennaio 2025  | Plan de Corones | Italia   | GS         |

Legenda:

GS = slalom gigante

### Coppa Europa
- Miglior piazzamento in classifica generale: 27ª nel 2019
- 5 podi:
  - 1 vittoria
  - 4 secondi posti

#### Coppa Europa - vittorie
| Data            | Località      | Paese    | Specialità |
| --------------- | ------------- | -------- | ---------- |
| 9 febbraio 2019 | Berchtesgaden | Germania | GS         |

Legenda:

GS = slalom gigante

### Nor-Am Cup
- Miglior piazzamento in classifica generale: 35ª nel 2018
- 1 podio 
  - 1 vittoria

#### Nor-Am Cup - vittorie
| Data             | Località | Paese  | Specialità |
| ---------------- | -------- | ------ | ---------- |
| 16 dicembre 2017 | Panorama | Canada | GS         |

Legenda:

GS = slalom gigante

### Australia New Zealand Cup
- Vincitrice della Australia New Zealand Cup nel 2019
- Vincitrice della classifica di supergigante nel 2019 e nel 2020
- Vincitrice della classifica di slalom gigante nel 2025
- 13 podi:
  - 7 vittorie
  - 4 secondi posti
  - 2 terzi posti

#### Australia New Zealand Cup - vittorie
| Data             | Località     | Paese         | Specialità |
| ---------------- | ------------ | ------------- | ---------- |
| 27 agosto 2018   | Coronet Peak | Nuova Zelanda | GS         |
| 5 settembre 2018 | Mount Hutt   | Nuova Zelanda | SG         |
| 5 settembre 2018 | Mount Hutt   | Nuova Zelanda | SG         |
| 27 agosto 2019   | Coronet Peak | Nuova Zelanda | SG         |
| 27 agosto 2019   | Coronet Peak | Nuova Zelanda | SG         |
| 30 agosto 2022   | Coronet Peak | Nuova Zelanda | GS         |
| 28 agosto 2024   | Coronet Peak | Nuova Zelanda | GS         |

Legenda:

SG = supergigante

GS = slalom gigante

### Campionati neozelandesi
- 7 medaglie:
  - 7 ori (slalom gigante, slalom speciale nel 2018; supergigante nel 2019; slalom gigante, slalom speciale nel 2020; slalom gigante nel 2024; slalom gigante nel 2025)